# Shefaram
Shefaram (in arabo شفاعمرو‎?, Šafāʻamr; in ebraico שפרעם‎?, Šəfarʻam) è una città di Israele situata nel distretto Settentrionale, in Galilea. La popolazione è costituita da arabi palestinesi di fede musulmana sunnita, cristiana e drusa.

## Storia
Nel II secolo Shefaram rappresentava un inseidamento ebraico di relativa importanza e fu sede del Sanhedrin. A partire dal periodo bizantino la città divenne a maggioranza cristiana. L'insediamento continuò a mantenere la propria importanza strategica, sorgendo sulla strada da Acri a Nazareth e che passava per Zippori. Durante il periodo crociato sorse a Shefaram un'importante fortezza templare. La città fu conquistata dagli Ayyubidi in seguito alla battaglia di Hattin. La regione passò poi agli Ottomani e la città si sviluppò durante il dominio di Zahir al-Umar nel corso del XVIII secolo, periodo durante il quale venne costruita la cittadella.
Con la fine del periodo mandatario e in seguito alla guerra arabo-israeliana del 1948 la città venne conquistata dagli israeliani durante la prima fase dell'operazione Dekel e parte della popolazione si rifugiò in Libano, mentre molti rifugiati dal resto della Galilea si stabilirono in città. Shefaram, similmente agli altri insediamenti arabi in Israele, fu sottoposta a legge marziale fino al 1966.
Nel 2005 in città si consumò un massacro da parte dell'estremista ebreo Eden Natan-Zada, il quale sparò a bordo di un autobus, ferendo ventuno passeggeri e assassinando quattro persone: le giovani sorelle Hazar e Dina Turki, il conducente Michel Bahus e Nader Hayek. Natan-Zada venne linciato dagli abitanti della città e la polizia ne recuperò il corpo a fatica. I funerali delle vittime videro la partecipazione di decine di migliaia di persone. Le sorelle Turki vennero interrate in un cimitero musulmano, mentre Bahus e Hayek in un cimitero cristiano.

## Società
Gli arabi costituiscono la quasi totalità della popolazione della città. Nel 2012 il 59,2% della popolazione era costituito da musulmani sunniti, il 26,5% da cristiani di varie denominazioni e il 14,3% da drusi.
La città venne insediata da una comunità drusa e da numerose famiglie cristiane abbienti, molte delle quali emigrarono poi in Libano, per poi ritornare nel corso del XVIII secolo. Sempre durante il XVIII secolo, durante il dominio di Zahir al-Umar, si stabilirono in città famiglie musulmane, specie nelle sezioni orientali. La città è stata storicamente sede di una comunità ebraica, di tradizione sefardita e composta dalle famiglie Samoni, Hassan, Cohen, Bonan, Zeut, Atari e Almani. La comunità ebraica emigrò completamente verso Haifa nei primi decenni del XX secolo.
Durante il periodo ottomano e mandatario la comunità cristiana mantenne il primato demografico. All'inizio del 1948 la città contava 4896 abitanti, dei quali il 45% cristiani, il 38% musulmani e il 17% drusi. In occasione della guerra arabo-israeliana del 1948 gli equilibri demografici della città vennero cambiati drasticamente. Molti degli abitanti si rifugiarono temporaneamente in altre località della Galilea, per poi tornarvi alla fine del conflitto; molti altri abitanti invece, principalmente musulmani, si stabilirono in Libano come rifugiati. In totale 494 abitanti (474 musulmani e 20 cristiani) si stabilirono nei paesi arabi, mentre 548 (428 musulmani e 120 cristiani) si stabilirono in città da altri insediamenti della Galilea. I rifugiati si integrarono in città concentrandosi attorno ai rispettivi clan e famiglie.
Risiede in città una comunità di beduini delle tribù Ziadnah, Hawara, Sawaed, Marisat, al-Samniyya, Muhameidat, Samkia e Krad. Molte famiglie beduine si stabilirono permanentemente nei terreni intorno a Shefaram all'inizio del XX secolo, dove pascolavano le loro greggi. Centinaia di beduini giunsero poi dal resto della Galilea negli anni 1950, stabilendosi nelle sezioni meridionali e orientali. Gli insediamenti beduini vennero integrati alla città nel 1967. Decine di famiglie druse discendono da soldati siriani originari del Hauran giunti durante la guerra arabo-israeliana del 1948 e successivamente arruolati nel Machal e stabilitisi in città. La comunità araba cristiana della città risulta la quarta più grande del paese dopo quelle di Nazareth, Haifa e Gerusalemme. La principale denominazione cristiana in città è quella greco-cattolica melchita; vi è poi una presenza greco-ortodossa, latina, protestante e maronita.

## Politica
Il primo consiglio cittadino venne composto nel 1911, durante il periodo ottomano, e venne dominato principalmente da cristiani, i quali componevano la grande maggioranza dei proprietari terrieri e dei contribuenti. Nel corso del periodo mandatario la comunità cristiana continuò a dominare la politica cittadina, in particolare la posizione del mukhtar, mentre quella musulmana ne rimase ai margini; i drusi della città contrassero un accordo politico con la comunità cristiana, che preservò l'egemonia di quest'ultima, anche se i drusi sperimentarono un ampliamento della loro influenza politica in seguito alla nascita dello Stato di Israele.
Questa situazione si protrasse fino agli anni 1960, quando i musulmani discendenti dai rifugiati interni cominciarono ad adottare un approccio più assertivo alla politica locale, conquistando la posizione del mukhtar. Questo processo fu favorito dal fatto che mentre i cristiani e i drusi della città si raccoglievano attorno ai rispettivi clan (divisi dai rispettivi interessi), i musulmani avevano perlopiù perso questo tipo di affiliazione, essendosi i loro clan sparpagliati in occasione della guerra arabo-israeliana del 1948. La comunità drusa si avvicinò politicamente a quella musulmana; a questa coalizione si avvicinò poi anche la comunità cristiana, favorendo un equilibrio nella politica locale tra i gruppi religiosi della città.

## Economia
Fino al periodo mandatario l'economia di Shefaram era dominata per la grande maggioranza dal settore agricolo e in misura minore dal settore commerciale e da quello industriale. La città ha rappresentato un importante punto di riferimento economico per gli insediamenti arabi circostanti. Storicamente la componente cristiana si è caratterizzata da una posizione di dominio in ambito economico, soprattutto nel settore commerciale, seguita da quella drusa, mentre i musulmani appartenevano agli strati più bassi della gerarchia sociale, essendo perlopiù contadini e lavoratori non qualificati. Questa struttura economica venne preservata fino agli anni 1950. In seguito alla nascita dello Stato di Israele Shefaram perse la sua posizione primaria e i suoi rapporti economici con gli insediamenti arabi cirscostanti; molti dei lavoratori residenti in città cominciarono a dipendere dal mercato del lavoro esterno, trovando occupazione principalmente nel settore edilizio e in quello dei servizi pubblici e privati.